# Hierochloe wendelboi
Hierochloe wendelboi là một loài thực vật có hoa trong họ Hòa thảo. Loài này được G.Weim. mô tả khoa học đầu tiên năm 1977.